# Мосо
Мосо (англ. Moso) — остров в архипелаге Новые Гебриды, принадлежит Вануату, входит в состав провинции Шефа. Наряду с островом Лелепа он создает порт на севере Эфате известный как порт Хаваннах. Этот порт был координационным центром во время Второй мировой войны, с большим количеством войск, дислоцированных там. Сегодня небольшие знаки присутствия солдат всё ещё можно увидеть на Мосо.

## География

Острова: Эфате, Нгуна, Пеле, Эмао, Лелепа и Мосо

Остров Мосо расположен в центральной части архипелага Новые Гебриды в Тихом океане недалеко от островов Эфате, Нгуна, Пеле, Эмао, Лелепа.

## История
Первоначально было семь сёл, разбросанных по всей территории острова Мосо. До прихода миссионеров основная часть жителей селилась в деревне Сунае, затем это сообщество было разделено на две части. Образовалась деревня Тассирики в центральной части Мосо.

## Население
На Мосо 237 жителей (2009), большинство в селе Тассирики.

## Экономика
Рыбалка, натуральное сельское хозяйство и туризм составляют основу экономики Мосо. Чаще всего для ловли рыбы используют традиционные каноэ, рыбу ловят как днем, так и ночью.

## Транспорт
На острове Мосо нет ни дорог, ни автомобилей.

## Туризм
Сообщество Тассирики старается проводить работы по сохранению исчезающих видов черепах. В сообществе Сунае пытаются начать малый бизнес-тур в восточную часть острова, который является частью проекта по развитию общин.